# Slowenisches Nationaltheater Drama Ljubljana

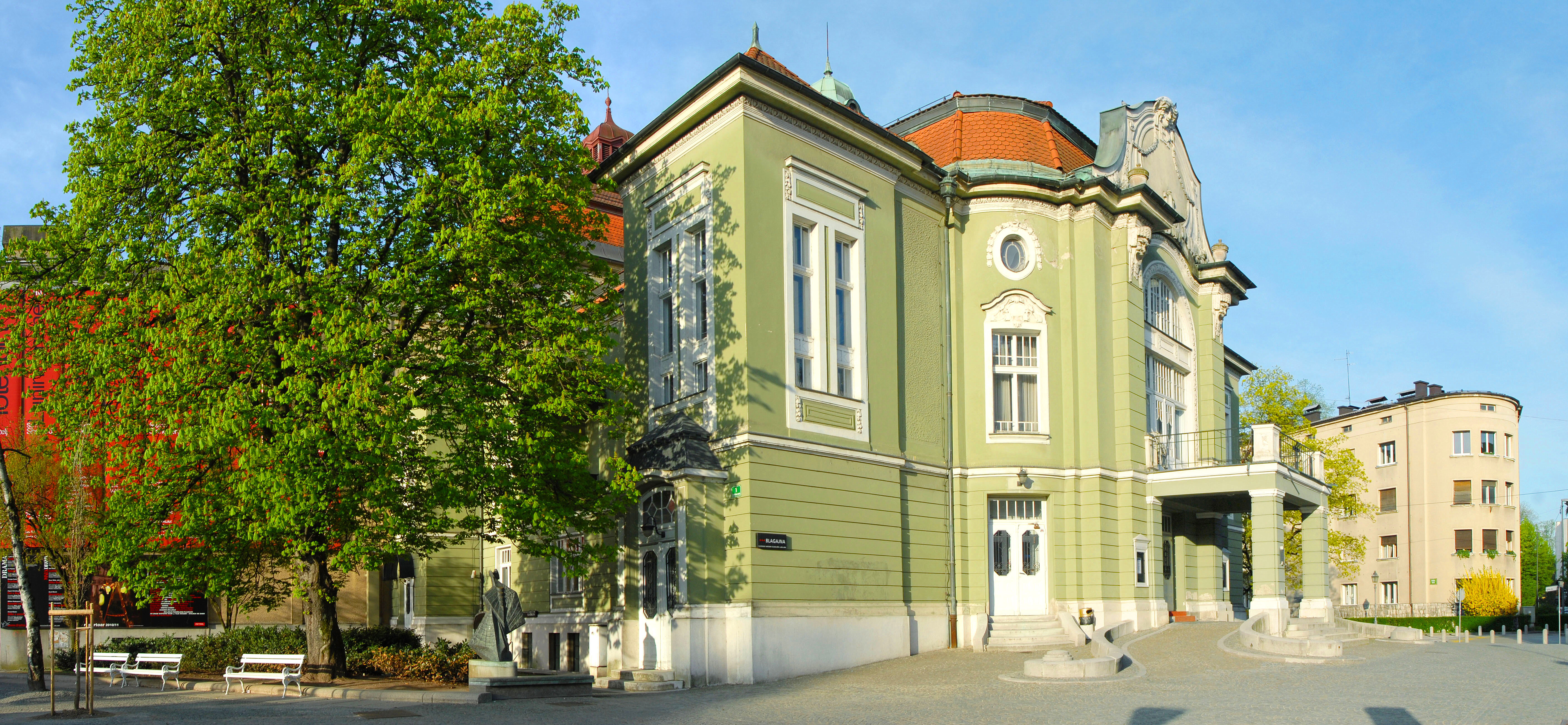
Schauspielhaus Ljubljana

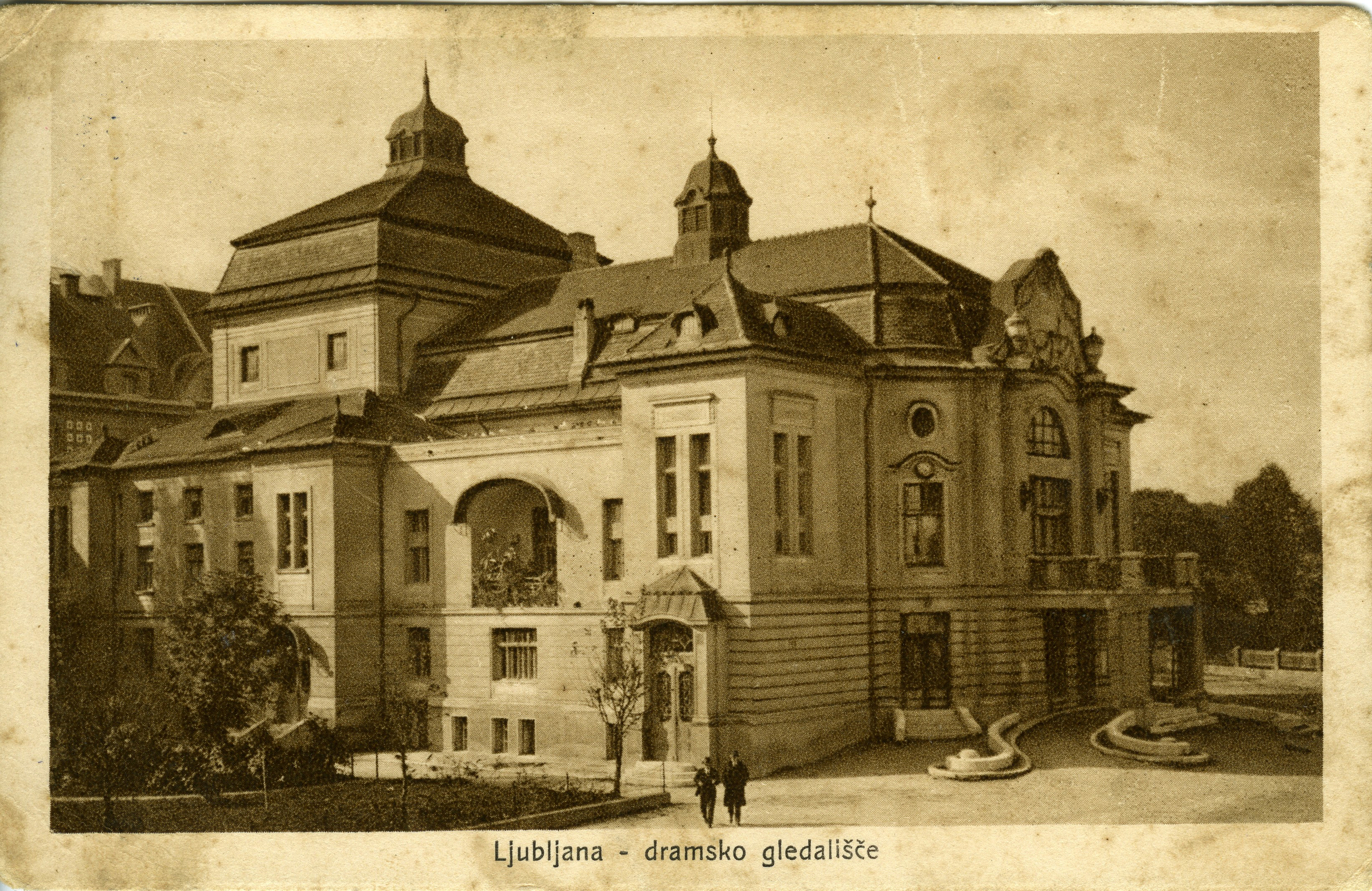
Schauspielhaus Ljubljana 1928

Slowenisches Nationaltheater Drama Ljubljana (slowenisch: Slovensko narodno gledališče Drama Ljubljana bzw. SNG Drama Ljubljana) ist die Bezeichnung des zentralen slowenischen Sprechtheaters. Es zeigt in jeder Saison ein umfangreiches Repertoire an klassischen und experimentellen Bühnenwerken. 
Die Institution hat ihren Sitz im Schauspielhaus Ljubljana in der Erjavčeva cesta im Stadtbezirk Center von  Ljubljana, der Hauptstadt Sloweniens.

## Geschichte

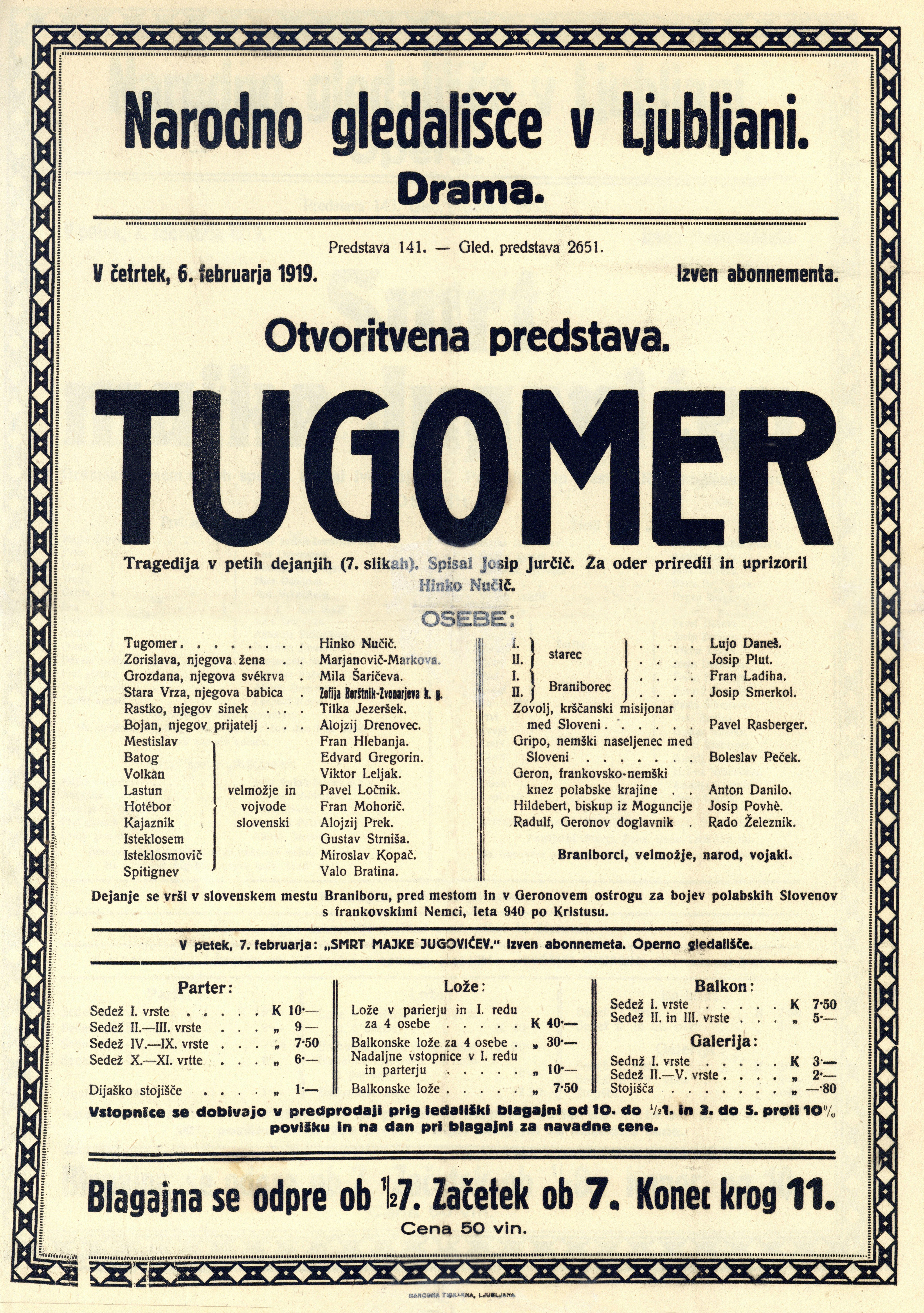
Eröffnungsaufführung im Schauspielhaus als Dramsko gledališke. Plakat (1919)

Die Entwicklung des Slowenischen Nationaltheaters wurde maßgeblich durch die slowenische Kulturvereinigung Dramatische Gesellschaft (slowenisch: Dramatično društvo) in der zweiten Hälfte des 19. Jahrhunderts befördert. In diesem Zusammenhang wurde 1892 das Opernhaus Ljubljana Krainer Landestheater (Deželno gledališče) eröffnet, in dem Aufführungen in deutscher und slowenischer Sprache angeboten wurden. 1911 wurden die Aufführungen des deutschen Ensembles in einen Neubau, das heutige Schauspielhaus, das damalige Kaiser-Franz-Josef-Jubiläumstheater des deutschen Theatervereins verlegt.
1919 ging das Haus in die Trägerschaft des Slowenischen Theaterkonsortiums über und wurde gemeinsam mit der Oper Ljubljana in Nationaltheater Ljubljana umbenannt. Das Schauspielhaus selbst war auch als Dramsko gledališke (Dramentheater) bekannt. Seit 1992 heißen Gebäude und Ensemble Slowenisches Nationaltheater Drama Ljubljana.